# 當我們睡了 怪事發生了
《當我們睡了 怪事發生了》（英語：When We All Fall Asleep, Where Do We Go?，風格化為全大寫）是美國歌手怪奇比莉的首張專輯。於2019年3月29號由Darkroom和新視鏡唱片發行。專輯混合了流行樂、電子流行和陷阱樂的元素。所有歌曲由自比莉和她的哥哥菲尼亚斯·奥康奈尔共同創作，除了兩首為哥哥單獨創作，同時她哥哥也一人製作了專輯中所有歌曲。
發行後，專輯獲得了普遍好評，發行首周以31萬3千份專輯等價單位位居告示牌兩百大專輯榜榜首 (純粹實體銷量為17萬份，) 並成為了亞莉安娜‧格蘭德的專輯《謝謝，下一位》後，當周銷量第2高的專輯。它同時拿下澳大利亞、奧地利、法蘭德斯 (比利時)、加拿大、愛爾蘭、荷蘭、紐西蘭、挪威、瑞典、瑞士和英國等15個國家的榜單榜首，並於英國獲得銀唱片認證。
專輯發行之前，2019年3月21號時專輯在Apple Music的預定數量已達到了80萬份，是至今所有歌手中最高的。

## 背景
2018年3月20號，比莉證實了自己正在製作新專輯，並可能會在年底發布 7月時，在BBC廣播一台的採訪中，她宣布專輯預期將於隔年3月29號發行。 2019年1月14號據報導，比莉正進行專輯的後期母帶處理。 29號時，她正式宣布專輯的名字並在Instagram發佈專輯的封面。她正式預告將發新單曲《Bury a Friend》將於專輯開放預訂後隔天發行。

## 單曲
《You Should See Me in a Crown》做為專輯首單於2018年7月18號發行。並於告示牌百大單曲榜排行第41名。
《When The Party's Over》作為第2首單曲於10月17號發行，於告示牌百大單曲榜排行第29名，於英國單曲榜排行第21名。
《Bury a Friend》作為第3首單曲於2019年1月30號發行，並於瑞典榜單奪冠。於英國單曲榜排行第6，並於告示牌百大單曲榜排行第14名，成為了比莉在兩個榜單中排行最高的單曲。.
《Wish You Were Gay》作為第4首單曲於3月4號發行，並於紐西蘭單曲榜排行第2。於告示牌百大單曲榜排行第31名。
《Bad Guy》作為第5首單曲與專輯同於3月29號發行。並位居八國榜單榜首，其中包含澳大利亞和加拿大。單曲於英國單曲榜排行第2，成為她至今在該榜單中排行最高的單曲。於告示牌百大單曲榜排行第1名，成為她至今在該榜單中首次排行前10名的單曲。

## 宣傳
為了宣傳專輯，比莉計畫於2019年4月24號開展「當我們睡了 世界巡迴演唱會」以及2020年3月9日開展「怪事發生了 世界巡迴演唱會」

## 專業評價
| 綜合得分            | 綜合得分 |
| 來源                | 評分     |
| ------------------- | -------- |
| Metacritic          | 81/100   |
| The Daily Telegraph | [ 13 ]   |
| 評論得分            |          |
| 來源                | 評分     |
| AllMusic            | [ 14 ]   |
| 《衛報》            | [ 15 ]   |
| 《獨立報》          | [ 16 ]   |
| 《愛爾蘭時報》'     | [ 17 ]   |
| 《新音樂快遞》      | [ 18 ]   |
| 《觀察家報》        | [ 19 ]   |
| Pitchfork           | 7.2/10   |
| 《滾石》            | [ 21 ]   |
| 《泰晤士報》        | [ 22 ]   |

在綜合主流媒體評價平均滿分100的加權平均數的網站Metacritic，專輯綜合19份樂評，獲得了平均81分，為「普遍好評」。

## 商業成績
《當我們睡了 怪事發生了》首周讓比莉以31萬3千份專輯等價單位 (純粹實體銷量為17萬份，是當周銷量第2高的專輯) 成為了總串流量第3高的女藝術家，並位居告示牌兩百大專輯榜榜首。
在英國，專輯位居英國專輯榜榜首，並以約4萬8千份的銷量使比莉成為了歷屆榜首中最年輕的獨立女歌手。

## 曲目列表
| 《當我們睡了 怪事發生了》 | 《當我們睡了 怪事發生了》                        | 《當我們睡了 怪事發生了》 |
| 曲序                      | 曲目                                             | 时长                      |
| ------------------------- | ------------------------------------------------ | ------------------------- |
| 1.                        | !!!!!!!                                          | 0:14                      |
| 2.                        | Bad Guy                                          | 3:14                      |
| 3.                        | Xanny                                            | 4:04                      |
| 4.                        | You Should See Me in a Crown                     | 3:01                      |
| 5.                        | All the Good Girls Go to Hell                    | 2:49                      |
| 6.                        | Wish You Were Gay                                | 3:42                      |
| 7.                        | When the Party's Over（創作：菲尼亞斯·奧康奈爾） | 3:16                      |
| 8.                        | 8                                                | 2:53                      |
| 9.                        | My Strange Addiction（創作：菲尼亞斯·奧康奈爾）  | 3:00                      |
| 10.                       | Bury a Friend                                    | 3:13                      |
| 11.                       | Ilomilo                                          | 2:36                      |
| 12.                       | Listen Before I Go                               | 4:03                      |
| 13.                       | I Love You                                       | 4:52                      |
| 14.                       | Goodbye                                          | 1:59                      |
| 总时长：                  | 总时长：                                         | 42:48                     |

| 日壓版加值曲 | 日壓版加值曲      | 日壓版加值曲 |
| 曲序         | 曲目              | 时长         |
| ------------ | ----------------- | ------------ |
| 15.          | Come Out and Play | 3:30         |
| 16.          | When I Was Older  | 4:30         |
| 总时长：     | 总时长：          | 50:48        |

- 所有歌曲標題風格化後為全小寫。
- 《When the Party's Over》使用了菲尼亞斯·奧康奈爾的聲音做為背景聲樂。[26]
- 《Bury a Friend》使用了饒舌歌手Crooks的說話聲。[27]
- 《My Strange Addiction》的歌詞使用了影集《Threat Level Midnight》和美國情景喜劇 《我們的辦公室》其中一集的對白。[28]

## 製作成員
資料取自串流媒體服務Tidal。
- 菲尼亞斯 – 創作、製作
- 比莉·艾莉許 – 聲樂、創作、附加製作 (在《Bad Guy》)
- 羅布‧肯奈爾斯基 – 混音
- 約翰‧格林漢姆 – 母帶

## 榜單
| 榜單 (2019)                               | 最高 排名 |
| ----------------------------------------- | --------- |
| 澳大利亞專輯榜 (ARIA)                     | 1         |
| 奧地利（奧地利Ö3專輯榜）                  | 1         |
| 比利時法蘭德斯（Ultratop專輯榜）          | 1         |
| 比利時瓦隆（Ultratop專輯榜）              | 5         |
| 加拿大（《告示牌》Canadian Albums Chart） | 1         |
| 捷克（ČNS IFPI專輯榜）                    | 1         |
| 丹麥（Hitlisten專輯榜）                   | 2         |
| 荷蘭（MegaCharts專輯榜）                  | 1         |
| 芬蘭（Suomen virallinen lista專輯榜）     | 1         |
| 法國專輯榜 (SNEP)                         | 7         |
| 德國（Offizielle Top 100專輯榜）          | 3         |
| 匈牙利（MAHASZ專輯榜）                    | 18        |
| 愛爾蘭（IRMA專輯榜）                      | 1         |
| 義大利專輯榜 (FIMI)                       | 3         |
| 日本（Oricon專輯榜）                      | 52        |
| 紐西蘭專輯榜 (RMNZ)                       | 1         |
| 挪威（VG-lista專輯榜）                    | 1         |
| 波蘭（ZPAV專輯榜）                        | 4         |
| 葡萄牙（AFP專輯榜）                       | 2         |
| 蘇格蘭（OCC專輯榜）                       | 1         |
| 斯洛伐克專輯榜 (ČNS IFPI)                 | 1         |
| 南韓專輯榜 (Gaon)                         | 24        |
| 西班牙專輯榜 (PROMUSICAE)                 | 2         |
| 瑞典專輯榜 (Sverigetopplistan)            | 1         |
| 瑞士（Schweizer Hitparade專輯榜）         | 1         |
| 英國（OCC專輯榜）                         | 1         |
| 美國 Billboard 200                        | 1         |

## 銷量認證
| 地區                      | 認證 | 認證單位/銷量 |
| ------------------------- | ---- | ------------- |
| 加拿大 (Music Canada)     | 鑽石 | 800,000^      |
| 紐西蘭 (RMNZ)             | 金   | 7,500^        |
| 英國 (BPI)                | 金   | 100,000^      |
| ^僅參考已認證的出貨量數據 |      |               |